# 仁井田本家
仁井田本家（にいだほんけ）は、福島県郡山市田村町金沢の酒類製造・販売業者。
代表銘柄は『金寳自然酒』である。

## 概要
米は、自社田や契約農家で栽培しており、農薬・化学肥料無使用を始め、元肥は、稲藁や籾殻、米糠、ふすまを用いた堆肥やぼかし堆肥。本肥は有機肥料。
出穂後の追肥は行わない。除草は手取りや田車により、農薬を使用しない。等、細やかなルールの下に栽培している。
仕込み水は、山から湧き出るミネラル分の少ない軟水と、井戸から採水するカルシウムやマグネシウムなどのミネラル分を程良く含む硬水を使い分けている。
敷地内には売店があり、日本酒や酒粕などを利用して作られた菓子などが販売されている他、スイーツデー、田んぼのがっこう、にいだの感謝祭など、様々なイベントが月に数回ほど開催されている。また、事前に予約すれば蔵の見学も可能

## 沿革
- 1711年 - 創業
- 2007年 - 県ブランド認証制度、第一号に「穏（おだやか）特別純米酒」が選ばれる。

## 銘柄
日本酒
- 「金寶自然酒」
  - 特撰自然酒 - 特別純米酒
  - 優撰自然酒 - 純米原酒
  - 旬味（しゅんみ） - 純米原酒
  - 山廃燗誂（やまはいかんあつらえ） - 純米酒
  - 穂の歌（ほのか） - 純米酒
  - しぼり - 純米生酒
- 「穏」（おだやか）
  - 純米大吟醸　
  - 大吟醸
  - 特別純米酒

## アクセス
- 磐越自動車道郡山東ICより郡山東部広域農道経由で車で約20分
- JR郡山駅西口2番バス乗り場より福島交通バス「新国道経由東山霊園」行→「石屋団地」下車（ダイヤ注意）
- イベント開催等は、JR郡山駅よりシャトルバスが運行されることもあり